# Nguyễn Quang Thái
Nguyễn Quang Thái là một nhà nghiên cứu côn trùng của Việt Nam. Ông là người đầu tiên phát hiện loài bọ cánh cứng thuộc họ Kẹp kìm Neolucanus baongocae tại vườn quốc gia Bidoup Núi Bà (Lâm Đồng) và công bố mô tả chúng lần đầu tiên trên tạp chí Zootaxa số 3741, tháng 11 năm 2013.
Ông tốt nghiệp Đại học Khoa học Tự nhiên Đại học Quốc gia Hà Nội năm 1963 chuyên ngành Vi Sinh Vật. Năm 1963 ông nhập ngũ, công tác tại Viện Vệ sinh Phòng dịch Quân đội - Cục Quân y. Ông tốt nghiệp Thạc sĩ chuyên ngành Động Vật Học năm 2012 tại trường Đại học KHTN Hà Nội. Hiện ông đang là Trưởng phòng thí nghiệm Động vật y học, Khoa Côn trùng – Ký sinh trùng - Động vật y học, Viện Vệ sinh Phòng dịch Quân đội - Cục Quân y.